# Temple of Rock (album)
Temple of Rock è l'album d'esordio dei Temple of Rock, pubblicato nel 2013 per l'etichetta discografica Nuclear Blast.

## Tracce
1. Intro
2. How Long
3. Fallen Angel
4. Hanging On
5. The End of an Era
6. Miss Claustrophobia
7. With You
8. Before the Devil Knows You're Dead
9. Storming In
10. Scene of Crime
11. Saturday Night
12. Lover's Symphony
13. Speed

## Formazione
- Michael Voss - voce
- Michael Schenker - chitarra
- Wayne Findlay - chitarra, tastiera
- Francis Buchholz - basso
- Herman Rarebell - batteria